# 有限上映
有限上映（Limited release）為美國電影業界中一個專有名詞，是指僅在全國特定少數電影院中（大多是在紐約、洛杉磯和芝加哥等大城市）上映的電影作品。
有限上映經常被用來評估特殊電影作品的受歡迎程度，特別是針對紀錄片、獨立電影和藝術電影。每年12月，許多製片公司經常將受到期待、高評價的作品以有限上映的方式在紐約和洛杉磯推出，以符合影藝學院所制定的奧斯卡金像獎報名條件（在洛杉磯上映過的電影可符合資格）。這些電影通常會在隔年的1月或2月大規模上映。
《洛基恐怖秀》（The Rocky Horror Picture Show）在1975年首映，至今仍在部分戲院有限上映，是目前電影歷史上戲院演映期間最長的作品。

## 平台上映
平台上映或平台發行（platform release）是一種有限上映的策略，是指電影剛開始僅在少數的戲院上映，之後隨著口碑和行銷活動的擴展，而逐漸增加上映的戲院數量。依據電影成功的程度，最後有可能擴大成為大規模上映。這項策略的優點是在電影成功前能有效控制行銷花費。這樣一來，若電影作品受到歡迎或獲得高評價後，電影發行商能投入更多預算並將電影上映範圍擴大；若電影失敗，發行商能停止行銷活動以避免花費過多宣傳和廣告預算。
在平台上映的先期階段，一項重要的指標是「每間戲院平均收入」，而非總票房收入。藝術電影發行商和獨立戲院更重視單間戲院的平均收入，此數字代表電影發行時能否獲得成功。使用這項策略的發行商必須特別注意，避免電影上映範圍擴張速度過快；若電影在上映先期獲得成功，能提高其他戲院上影該片的意願；若發行商在此階段於過多戲院上映該片，有限的觀眾會被分散到各間戲院，因而降低單間戲院的平均票房，也讓電影作品顯得較不成功。

## 其他定義
在當代日本音樂業界，「limited release」也用來指僅會發行特定數量的音樂作品。「limited release」和「limited edition」（限定版）不同，前者是指將不會再次發行的作品。